# Lily (Dakota del Sud)
Lily és una població dels Estats Units a l'estat de Dakota del Sud. Segons el cens del 2000 tenia 21 habitants.

## Demografia
Segons el cens del 2000, Lily tenia 21 habitants, 10 habitatges, i 5 famílies. La densitat de població era de 27 habitants per km².
Dels 10 habitatges en un 30% hi vivien nens de menys de 18 anys, en un 40% hi vivien parelles casades, en un 0% dones solteres, i en un 50% no eren unitats familiars. En el 50% dels habitatges hi vivien persones soles el 40% de les quals corresponia a persones de 65 anys o més que vivien soles. El nombre mitjà de persones vivint en cada habitatge era de 2,1 i el nombre mitjà de persones que vivien en cada família era de 3.
Per edats la població es repartia de la següent manera: un 28,6% tenia menys de 18 anys, un 4,8% entre 18 i 24, un 14,3% entre 25 i 44, un 9,5% de 45 a 60 i un 42,9% 65 anys o més.
L'edat mediana era de 54 anys. Per cada 100 dones de 18 o més anys hi havia 114,3 homes.
La renda mediana per habitatge era de 16.250 $ i la renda mediana per família de 23.750 $. Els homes tenien una renda mediana de 0 $ mentre que les dones 0 $. La renda per capita de la població era de 7.938 $. Cap de les famílies i el 12,5% de la població estaven per davall del llindar de pobresa.

## Poblacions més properes
El següent diagrama mostra les poblacions més properes.